# NGC 920
NGC 920 je galaksija u zviježđu Andromeda.

## Vanjske poveznice
- SEDS: NGC 920